# Cao Cao

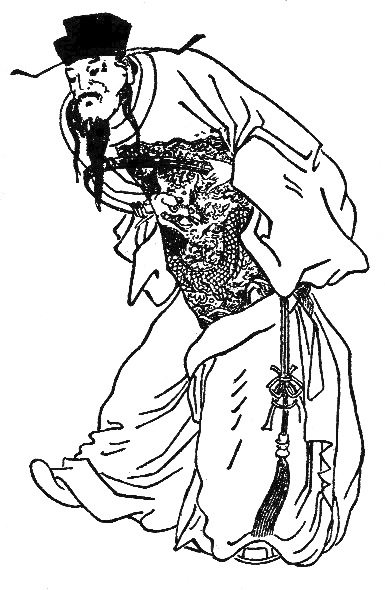
Cao Cao

Cao Cao (曹操; pinyin: Cáo Cāo), född 155 i dagens Qiao i Bozhou i Anhui, död 220 i Luoyang, var en berömd kinesisk krigsherre, författare och poet, som under de tre kungadömenas tid lade grunden för det nordkinesiska kungadömet Wei. Cao Cao hade en känd son som var poet, Cao Zhi 曹植.

## Viktiga händelser i Cao Caos liv
- 155 – Föds i Qiao.
- 180-talet – Leder trupper mot upproret De gula turbanerna.
- 190 – Ansluter sig till alliansen mot Dong Zhuo.
- 196 – Tar emot kejsare Xian av Handynastin i Xuchang.
- 197 - Sonen Cao Ang dör.
- 200 – Vinner slaget vid Guandu.
- 208 – Förlorar slaget vid Röda klipporna.
- 213 – Utnämns till hertig av Wei.
- 216 – Utnämns till kung/prins av Wei.
- 220 – Avlider i Luoyang.
- Utnämns postumt till kejsare Wu av Wei.

## Eftermäle
Det svenska talesättet "när man talar om trollen så står de i farstun" har som kinesisk motsvarighet "när man talar om Cao Cao så kommer Cao Cao", "說曹操，曹操到" (Pinyin: Shuō Cáo Cāo, Cáo Cāo dào) vilket speglar något av den mycket negativa bild av Cao som varit dominerande i traditionell kinesisk historieskrivning.